# شهرستان لو دومن-دو-روآ
شهرستان لو دومن-دو-روآ (به انگلیسی: Le Domaine-du-Roy) یک منطقهٔ مسکونی در کانادا است که در ناحیه سگنه-لاک-سن-ژان واقع شده‌است. شهرستان لو دومن-دو-روآ ۱۸٬۷۱۳٫۷۰ کیلومتر مربع مساحت و ۳۱٬۸۷۰ نفر جمعیت دارد.